# Das scharlachrote Siegel (Musical)
The Scarlet Pimpernel ist ein Musical nach dem gleichnamigen Roman von Emmuska Orczy (in der deutschen Übersetzung als Das scharlachrote Siegel erschienen).
Die Musik stammt von Frank Wildhorn (Jekyll & Hyde), die Texte von Nan Knighton. Die Uraufführung fand am 9. November 1997 im Minskoff Theatre in New York statt. Seit 2008 wird das Musical auch von der Takarazuka Revue aufgeführt, mit einem ähnlichen Riesenerfolg wie die Takarazuka Interpretation des Wiener Musicals Elisabeth.

## Handlung
Das Musical spielt im Jahr 1792 während der Französischen Revolution. Trotz aller politischer Wirren hat sich der englische Adlige Percy Blakeney in Paris in die französische Tänzerin Marguerite St. Just verliebt und heiratet sie nach nur wenigen Wochen Bekanntschaft. Was er nicht weiß: Sie wurde von dem eifersüchtigen Pariser Polizeichef Chauvelin unter Druck gesetzt, das Versteck des französischen Adligen Marquis de St. Cyr zu verraten. Kurze Zeit später wird dieser mit seiner ganzen Familie enthauptet.
Percy erfährt von Marguerites vermeintlichem Verrat und verliert sein Vertrauen in sie. Er entschließt sich, im Geheimen gegen die Grausamkeit der Revolutionsregierung anzukämpfen. Zusammen mit seinen Freunden rettet er als maskierter Scarlet Pimpernel zahlreiche Menschen vor der Guillotine, während er in England den adligen Schnösel gibt, um jeglichen Verdacht von sich abzulenken. Polizeichef Chauvelin steigert sich mit zunehmender Heftigkeit und wachsendem Hass in die Suche hinein, bis sich die Kontrahenten im Schatten der Guillotine zum alles entscheidenden Duell gegenüberstehen.

## Liederfolge
- Prolog
- Märchenbuch
- Das Mädchen von früher
- Madame Guillotine
- Ich vertrau auf dich
- Gebet
- Mitten ins Feuer
- Falke auf der Jagd
- Der Scarlet Pimpernel
- Sehe ich dich an
- Sehe ich dich an (Reprise)
- Du gibst mir Halt (Gartenreprise)
- Die Erschaffung des Mannes
- Das Verwirrspiel
- Sie suchen hier, sie suchen dort
- Sie war immer da
- Märchenbuch (Reprise)
- Mitten ins Feuer (Reprise)
- Das Mädchen von früher (Reprise)
- Du bist mein Halt
- Er war immer da
- Finale – Wenn ich dich anseh’
- Bows

## Aufführungsorte
New York
Bei der Uraufführung am 9. November 1997 im Minskoff Theatre in New York führte Peter Hunt Regie.
Halle
Die deutschsprachige Erstaufführung fand am 14. Februar 2003 im Opernhaus Halle statt. Die deutschen Texte stammen von Wolfgang Adenberg, Regie führte Robert Herzl, Koen Schoots war der musikalische Leiter.
Premierenbesetzung in Halle:
- Sir Percy Blakeney – Darius Merstein-MacLeod – 2003 bis 2006 und 2003 bis 2008: Christoph Goetten
- Marguerite St. Just – Ann Christin Elverum – Spielzeit 2006/2007 und 2007/2008 – Maricel
- Chauvelin – Chris Murray
- Armand St. Just – Zoltán Tombor

Clingenburg Festspiele
Die weltweit erste Freilichtinszenierung von The Scarlet Pimpernel fand im Sommer 2003 auf der Clingenburg in Klingenberg am Main statt. Regie führte Intendant Udo Schürmer, die musikalische Leitung hatte Jürgen Voigt, Tonmeister war Pit Lenz.
- Sir Percy Blakeney – Wolfgang DeMarco
- Marguerite St. Just – Anna Carolin Stein
- Chauvelin – Marc Pagan
- Armand St. Just – Serdar Ilbuğa
- Ozzy – Martin Birnbaum
- Dewhurst – Ramin Dustar
- Elton – Titus Hoffmann
- Farleigh – Moritz Manuel Michel
- Ben – Espen Nowacki

Staatz
Die österreichische Erstaufführung von The Scarlet Pimpernel – Das scharlachrote Siegel war im Sommer 2007 auf der Felsenbühne Staatz in Niederösterreich in einer Freiluftaufführung zu sehen. Regisseur: Werner Auer, musikalischer Leiter: Gregor Sommer, Choreografin: Eva Klug.
- Sir Percy Blakeney – Markus Neugebauer
- Marguerite St. Just – Elisabeth Sikora
- Chauvelin – Werner Auer

Ettlingen, Schlossfestspiele
vom 26. Juni 2008 bis 17. August 2008
Besetzung
- Percy Blakeney – Espen Nowacki
- Marguerite St. Just – Anna Thorén
- Chauvelin – Hans Neblung
- Armand St. Just – André Sultan-Sade

Baden bei Wien
Premiere am 18. Oktober 2008 im Stadttheater Baden/Wien.
Regie: Robert Herzl, musikalische Leitung: Franz-Josef Breznik, Choreografie: Rosita Steinhauser
Premierenbesetzung:
- Sir Percy Blakeney – Darius Merstein-MacLeod
- Marguerite St. Just – Maricel
- Chauvelin – Chris Murray
- Armand St. Just – Zoltán Tombor

Bremerhaven
Premiere am 20. November 2009 im Stadttheater Bremerhaven
Inszenierung: Thorsten Krafft, musikalische Leitung: Peter Stolle
Besetzung:
- Sir Percy Blakeney – Hans Neblung
- Marguerite St. Just – Maike Switzer
- Chauvelin – Ralph Ertel
- Armand St. Just – Oliver Nöldner

Bielefeld
Premiere am 6. März 2010 im Stadttheater Bielefeld.
Musikalische Leitung – William Ward Murta,
Inszenierung – Roland Hüve,
Choreographie – Jochen Schmidtke,
Bühne und Kostüme – Christof Cremer,
Choreinstudierung – Hagen Enke,
Dramaturgie – Jón Philipp von Linden,
Musikalische Assistenz – Ingo Stadtmüller,
Musikalische Einstudierung – Alexis Agrafiotis, Christian Van den Berg-Bremer, Ingo Stadtmüller, Witolf Werner,
Ausstattungsassistenz – Mariya Yordanova-Schepke,
Regieassistenz – Alexander Reschke,
Besetzung:
Sir Percy Blakeney – Veit Schäfermeier;
Marguerite St. Just – Karin Seyfried;
Chauvelin – Alexander Franzen;
Armand St. Just/Robespierre – Dirk Mestmacher;
Marie Grosholtz – Sarah Kuffner;
Tussaud/Wache – Ramon Riemarzik;
Coupeau/Jessup/Prince of Wales – Ulrich Neuweiler;
Mercier – Andreas Lutsch;
Dewhurst – Lutz Laible;
Ozzy – Alexander Janacek;
Elton – Christian Tobias Müller;
Farleigh – Carlos Horacio Rivas;
Hal – Krzysztof Gornowicz;
Ben – Sebastian Teichner;
Marquis de St. Cyr – Vladimir Lortkipanidze;
Dienstmädchen – M. Ataalla / D. Dobrolinska, E. Quilichini / N.-K. Schmidt, L. Schütz / M. Tratzyk;
Cupidos – Mitglieder des Performing Arts Studio, Bielefeld;
Chor – Bielefelder Opernchor;
Ensemble – Bielefelder Philharmoniker.